# Julio Castillo (futbolista)
Julio Castillo (Buenos Aires, Argentina; 1915 - Río de Janeiro, Brasil; 16 de septiembre de 1940) fue un exfutbolista argentino que se desempeñaba como delantero. Murió a los 25 años a causa de una crisis de diabetes.

## Clubes
| Club        | País      | Año         |
| ----------- | --------- | ----------- |
| River Plate | Argentina | 1932 - 1936 |
| Los Andes   | Argentina | 1939        |
| CR Flamengo | Brasil    | 1940        |